# Mall Grab
Mall Grab, vlastním jménem Jordon Alexander, (* 1994) je australský diskžokej a producent house a techno hudby.
Narodil se roku 1994 v australském Newcastlu a po svém zviditelnění se, kdy dvakrát vystoupil v populárním londýnském klubu Boiler Room, je považován za jednoho z největších talentů elektronické hudby. V hlavním městě Anglie se roku 2016 usadil a dodnes v něm produkuje a vydává hudbu.

## Umělecký život
Mall Grab koketuje s kulturou ježdění na skateboardu, jeho umělecké jméno je odvozeno od slangového výrazu „když někdo drží skate špatně“, tedy „mall grab“. Od malička byl fascinován deskami svých rodičů, kde se vyskytoval nejvíce Rock and Roll. Postupem času začal být okouzlen rozvíjející se elektronickou hudbou, což v důsledku definovalo jeho hudební dílo. S jeho tvorbou je použit výraz „Techno demon“, což bylo několikrát použito v komentářích pod videem na serveru YouTube. Obdivuje kapelu Turnstile, což dokládá produkce EP SHARE A VIEW, které je sestaveno z remixů songů této hardcorové punk skupiny. Na rádiu Rinse FM mu pravidelně běží pořad, kam si zve hosty z branže a vytváří mixy.

## Diskografie

### 2015
- All Night Long
- Elegy

- Alone EP

### 2016
- Let U Kno
- Sun Ra EP
- Menace II Society
- Steel City Dance Discs Volume.1
- I Just Wanna

### 2017
- Pool Party
- I'll Be in Paris on Sunday If You're About?

### 2018
- How the Dogs Chill, Vol. 1

### 2020
- Don't Keep The Fire Burning
- Share a View
- Sunflower